# Краєнка (гміна)
Гміна Краєнка (пол. Gmina Krajenka) — місько-сільська гміна у північно-західній Польщі. Належить до Злотовського повіту Великопольського воєводства.
Станом на 31 грудня 2011 у гміні проживало 7524 особи.

## Територія
Згідно з даними за 2007 рік площа гміни становила 191.79 км², у тому числі:
- орні землі: 46.00%
- ліси: 47.00%

Таким чином, площа гміни становить 11.55% площі повіту.

## Населення
Станом на 31 грудня 2011:
| Опис     | Загалом | Загалом | Чоловіки | Чоловіки | Жінки | Жінки |
| -------- | ------- | ------- | -------- | -------- | ----- | ----- |
| одиниця  | осіб    | %       | осіб     | %        | осіб  | %     |
| все      | 7524    | 100     | 3718     | 49.42    | 3806  | 50.58 |
| міське   | 3804    | 100     | 1808     | 47.53    | 1996  | 52.47 |
| сільське | 3720    | 100     | 1910     | 51.34    | 1810  | 48.66 |

## Сусідні гміни
Гміна Краєнка межує з такими гмінами: Висока, Злотув, Качори, Піла, Тарнувка, Шидлово.